# Bangun Sordang
Bangun Sordang is een bestuurslaag in het regentschap Simalungun van de provincie Noord-Sumatra, Indonesië. Bangun Sordang telt 1899 inwoners (volkstelling 2010).